# Olivia Colman
Sarah Caroline Olivia Colman (Norwich, 30 januari 1974) is een Britse actrice en stemactrice. 

## Biografie
Colman doorliep de middelbare school aan de Norwich High School for Girls in Norwich en Gresham's School in Holt. Zij had haar eerste acteerrol op zestienjarige leeftijd op het schooltoneel, waarna zij besloot om actrice te worden. Na haar middelbare school ging zij studeren aan de Homerton College, onderdeel van Universiteit van Cambridge in Cambridge, waar zij lid werd van het theatergezelschap Footlights.
Colman begon in 2000 met acteren in de televisieserie Bruiser, waarna zij nog meerdere rollen speelde in televisieseries en films. Zij is bekend van haar rol als Harriet Schulenburg in de televisieserie Green Wing (2004-2006), van haar rol als Sophie Chapman in de televisieserie Peep Show (2003-2010) en van haar rol als rechercheur Ellie Miller in de televisieserie Broadchurch (2013-2017). Eind 2017 werd bekend dat zij de rol van koningin Elizabeth II van Claire Foy overneemt in seizoen 3 en 4 van de tv-serie The Crown.
Bij de Academy Awards uitreiking van 2019 won ze de Oscar voor haar hoofdrol in The Favourite.
Colman is getrouwd en heeft drie kinderen uit dit huwelijk.

## Filmografie

### Films
Uitgezonderd korte films.
- 2025 Jimpa - als Hannah
- 2024 Paddington in Peru - als Reverend Mother
- 2023 Wicked Little Letters - als Edith Swan
- 2023 Wonka - als mevrouw Scrubbit
- 2022 Puss in Boots: The Last Wish - als mama beer (stem)
- 2022 Scrooge: A Christmas Carol - als geest van kerst in het verleden (stem)
- 2022 Empire of Light - als Hilary
- 2022 Joyride - als Joy
- 2021 Superworm - als verteller (stem)
- 2021 The Electrical Life of Louis Wain - als verteller
- 2021 The Lost Daughter - als Leda
- 2021 Mothering Sunday - als mrs. Clarrie Niven
- 2021 Ron's Gone Wrong - als Donka (stem)
- 2021 The Mitchells vs. the Machines - als Pal (stem)
- 2020 The Father - als Anne
- 2019 Them That Follow - als Hope
- 2018 The Favourite - als Queen Anne
- 2017 Murder on the Orient Express - als Hildegarde
- 2016 Thomas & Friends: Ultimate Friendship Adventures - als Marion (stem)
- 2015 Thomas & Friends: Sodor's Legend of the Lost Treasure - als Marion (stem)
- 2015 London Road – als Julie
- 2015 The Lobster – als hotelmanager
- 2014 Thomas & Friends: Tale of the Brave – als Marion (stem)
- 2014 Pudsey the Dog: The Movie – als Nelly
- 2014 Cuban Fury – als Sam
- 2014 The 7.39 – als Maggie Matthews
- 2013 The Thirteenth Tale – als Margaret Lea
- 2013 The Five(ish) Doctors Reboot – als Olivia Colman
- 2013 Locke – als Bethan
- 2013 The Suspicions of Mr Whicher: The Murder in Angel Lane – als Susan Spencer
- 2013 I Give It a Year – als Linda
- 2012 Bad Sugar – als Joan Cauldwell
- 2012 Hyde Park on Hudson – als Elizabeth
- 2011 The Iron Lady – als Carol Thatcher
- 2011 Comic Relief: Uptown Downstairs Abbey – als O'Brien
- 2011 Tyrannosaur – als Hannah
- 2010 Kari-gurashi no Arietti – als Homily (Engelse stem)
- 2009 Le Donk & Scor-zay-zee – als Olivia
- 2008 Consuming Passion – als Janet / verpleegster Violetta Kiss
- 2008 Hancock & Joan – als Marion
- 2007 Grow Your Own – als Alice
- 2007 I Could Never Be Your Woman – als kapster
- 2007 The Grey Man – als Linda Dodds
- 2007 Hot Fuzz – als Doris Thatcher
- 2006 Confetti – als Joanna
- 2005 Zemanovaload – als tv-producente
- 2005 Angell's Hell – als Belinda
- 2004 Terkel i knibe – als moeder van Terkel (Engelse stem)
- 2003 The Strategic Humor Initiative – als diverse karakters

### Televisieseries
Uitgezonderd eenmalige gastrollen.
- 2023 Secret Invasion - als Sonya Falsworth - 5 afl.
- 2022-heden Heartstopper - als Sarah Nelson - 10 afl.[3]
- 2021 Landscapers - als Susan Edwards - 4 afl.
- 2019-2020 The Crown - als Queen Elizabeth II - 20 afl.
- 2020 The Best of Thomas & Friends Clips (US) - als Marion (stem) - 8 afl.
- 2016-2019 Fleabag - als stiefmoeder - 9 afl.
- 2018 Les Misérables - als Madame Thenardier - 4 afl.
- 2018 Watership Down - als Strawberry (stem) - 4 afl.
- 2013–2017 Broadchurch – als rechercheur Ellie Miller – 24 afl.
- 2014–2016 Thomas the Tank Engine & Friends – als Marion (stem) – 8 afl.
- 2016 Flowers - als Deborah Flowers - 6 afl.
- 2016 The Night Manager – als Angela Burr – 6 afl.
- 2003–2015 Peep Show – als Sophie Chapman – 33 afl.
- 2014 The Great War: The People's Story – als verteller – 4 afl.
- 2014 Mr. Sloane – als Janet Sloane – 6 afl.
- 2010–2014 Rev. – als Alex Smallbone – 19 afl.
- 2011–2012 Twenty Twelve – als Sally Owen – 10 afl.
- 2011 Exile – als Nancy Ronstadt – 3 afl.
- 2008–2009 Beautiful People – als Debbie Doonan – 12 afl.
- 2009 Mister Eleven – als Beth – 2 afl.
- 2006–2008 That Mitchell and Webb Look – als diverse karakters – 13 afl.
- 2007 The Time of Your Life – als Amanda – 6 afl.
- 2004–2006 Green Wing – als Harriet Schulenburg – 18 afl.
- 2005 Look Around You – als Pam Bachelor – 6 afl.
- 2003 Gash – als diverse karakters – 3 afl.
- 2001 The Mitchell and Webb Situation – als diverse karakters – 5 afl.
- 2000 Bruiser – als diverse karakters – 6 afl.

## Prijzen
- Academy Award
  - 2018 in de categorie Academy Award voor beste vrouwelijke hoofdrol met de film The Favourite - gewonnen.
- BAFTA Awards
  - 2019 Film, in de categorie Beste vrouwelijke hoofdrol met de film The Favourite - gewonnen.
  - 2017 Televisie, in de categorie Beste Actrice Optreden in een Comedyserie met de televisieserie Fleabag - genomineerd.
  - 2015 Televisie, in de categorie Beste Actrice Optreden in een Comedyserie met de televisieserie Rev. - genomineerd.
  - 2014 Televisie, in de categorie Beste Actrice Optreden in een Hoofdrol met de televisieserie Broadchurch - gewonnen.
  - 2013 Televisie, in de categorie Beste Actrice Optreden in een Comedyserie met de televisieserie Twenty Twelve - gewonnen.
  - 2013 Televisie, in de categorie Beste Actrice Optreden in een Bijrol met de televisieserie Accused - gewonnen.
  - 2012 Televisie, in de categorie Beste Actrice Optreden in een Comedyserie met de televisieserie Twenty Twelve - genomineerd.
- British Comedy Awards
  - 2012 in de categorie Beste Komische Actrice met de televisieserie Rev. - genomineerd.
  - 2012 in de categorie Beste Komische Actrice met de televisieserie Twenty Twelve - genomineerd.
  - 2008 in de categorie Beste Komische Actrice met de televisieserie Peep Show - genomineerd.
- British Independent Film Awards
  - 2012 in de categorie Beste Actrice in een Bijrol met de film Hyde Park on Hudson - gewonnen.
  - 2011 in de categorie Beste Actrice met de film Tyrannosaur - gewonnen.
- Broadcasting Press Guild Awards
  - 2014 in de categorie Beste Actrice met de televisieserie Broadchurch - gewonnen.
  - 2013 in de categorie Beste Actrice met de televisieserie Accused - genomineerd.
  - 2013 in de categorie Beste Actrice met de televisieserie Twenty Twelve - genomineerd.
  - 2012 in de categorie Beste Actrice met de televisieserie Rev. - gewonnen.
  - 2012 in de categorie Beste Actrice met de televisieserie Exile - gewonnen.
- Internationaal filmfestival van Chicago
  - 2011 in de categorie Beste Actrice met de film Tyrannosaur - gewonnen.
- Chlotrudis Awards
  - 2013 in de categorie Beste Actrice met de film Tyrannosour - gewonnen.
- Crime Thriller Awards
  - 2013 in de categorie Beste Actrice in een Hoofdrol met de televisieserie Broadchurch - gewonnen.
- Empire Award
  - 2012 in de categorie Beste Actrice met de film Tyrannosaur - gewonnen.
- Evening Standard British Film Awards
  - 2012 in de categorie Beste Actrice met de film Tyrannosaur - gewonnen
- International Emmy Awards
  - 2014 in de categorie Beste Actrice Optreden in een Hoofdrol met de televisieserie Broadchurch - genomineerd.
- London Critics Circle Film Awards
  - 2012 in de categorie Beste Actrice van het Jaar met de film Tyrannosaur - gewonnen.
  - 2012 in de categorie Beste Actrice van het Jaar met de film The Iron Lady - gewonnen.
- Monte-Carlo TV Festival
  - 2013 in de categorie Uitstekende Actrice in een Televisieserie met de televisieserie Broadchurch - genomineerd.
  - 2008 in de categorie Uitstekende Actrice in een Televisieserie met de televisieserie That Mitchell and Webb Look - genomineerd.
  - 2007 in de categorie Uitstekende Actrice in een Televisieserie met de televisieserie Peep Show - genomineerd.
- National Television Awards
  - 2014 in de categorie Nationale Televisie Award met de televisieserie Broadchurch - genomineerd.
- Royal Television Society
  - 2014 in de categorie Beste Actrice met de televisieserie Broadchurch - gewonnen.
  - 2013 in de categorie Beste Actrice met de televisieserie Accused - gewonnen.
- Satellite Awards
  - 2013 in de categorie Beste Actrice in een Televisieserie met de televisieserie Broadchurch - genomineerd.
  - 2011 in de categorie Beste Actrice in een Film met de film Tyrannosaur - genomineerd.
- Stockholm Film Festival
  - 2011 in de categorie Beste Actrice met de film Tyrannosaur - gewonnen.
- Sundance Film Festival
  - 2011 in de categorie Speciale Jury Prijs met de film Tyrannosaur - gewonnen.
- TV Quick Awards
  - 2013 in de categorie 'Beste Actrice met de televisieserie Broadchurch - genomineerd.

- Bibsys: 13005356
- Biblioteca Nacional de España: XX5250512
- Bibliothèque nationale de France: cb16615908p (data)
- Catàleg d'autoritats de noms i títols de Catalunya: 981058617822506706
- Gemeinsame Normdatei: 1021156310
- International Standard Name Identifier: 0000 0001 3334 1731
- Library of Congress Control Number: no2008180502
- MusicBrainz: 3ee7218b-23cb-4ef6-b3c2-e55dcfb2c089
- Nationale Bibliotheek van Tsjechië: xx0328816
- Nationale Bibliotheek van Israël: 987007450044405171
- Nederlandse Thesaurus van Auteursnamen: 341463353
- Réseau des bibliothèques de Suisse occidentale: 02-A020504671
- Système universitaire de documentation: 164261583
- Virtual International Authority File: 232597737
- WorldCat: E39PBJqVWhjkqYcWmcpMQpFVG3